# アメイジング・アドベンチャー・オブ・スパイダーマン
- ユニバーサル・パークス&リゾーツ > ユニバーサル・スタジオ・ジャパン > ユニバーサル・スタジオ・ジャパンのアトラクション > アメイジング・アドベンチャー・オブ・スパイダーマン
- スパイダーマン > アメイジング・アドベンチャー・オブ・スパイダーマン

アメイジング・アドベンチャー・オブ・スパイダーマン（英: The Amazing Adventures of Spider-Man）は、ユニバーサル・オーランド・リゾート内のアイランズ・オブ・アドベンチャーに設置されている、マーベル・コミックのスーパーヒーロー『スパイダーマン』をテーマにしたライド・アトラクションである。
ユニバーサル・スタジオ・ジャパンでは、「アメージング・アドベンチャー・オブ・スパイダーマン・ザ・ライド 4K3D」の名称で運営されていた。敵キャラクターのデザインには原作の漫画版が採用されており、その完成度の高さからこれまでに数々の賞を受賞している。

## 存在するパーク
- アイランズ・オブ・アドベンチャー（ユニバーサル・オーランド・リゾート）

## 過去に存在したパーク
- ユニバーサル・スタジオ・ジャパン

## 概要

### アイランズ・オブ・アドベンチャー（ユニバーサル・オーランド・リゾート）
1999年3月27日にテクニカル・リハーサルを実施した後、5月28日にユニバーサル・スタジオ・フロリダに隣接する第2のパーク「アイランズ・オブ・アドベンチャー」の「マーベル・スーパー・ヒーロー・アイランド」内にオープンした。
アトラクションでは、最新の取材用車両「スクープ」に乗車中に写真撮影が行われ、降車後に購入することが可能。終盤にはスパイダーマンがカメラを持ってゲストと「スクープ」を撮影するシーンが含まれているが、実際の撮影はエレクトロのスパークワイヤーによる攻撃シーンの直後、移動中に行われている。
2011年5月19日、映画『アメイジング・スパイダーマン』の公開に合わせ、アトラクションのリニューアルが発表された。2012年3月8日には、新しいプロジェクターを導入し、より高解像度の映像に一新。全てのアニメーションシーンが製作し直され、鮮やかな色合いや細かなディテール、リアリズムが追加された。また、ライドモーションとBGMも精密に調整され、『スパイダーマン』の原作者スタン・リーが随所に登場する演出が加えられた。
2018年11月12日、スタン・リーの死去後、アトラクション内の待ち列にはスパイダーマンをイメージした花やスタン・リーの写真が飾られ、彼を追悼する特別な展示が行われた。

### ユニバーサル・スタジオ・ジャパン
2004年1月23日、ニューヨーク・エリアに「アメイジング・アドベンチャー・オブ・スパイダーマン・ザ・ライド」（英: The Amazing Adventures of Spider-Man - The Ride）としてオープンした。
2013年にはユニバーサル・オーランド・リゾートと同様の仕様にリニューアルされ、同年7月5日に「アメージング・アドベンチャー・オブ・スパイダーマン・ザ・ライド 4K3D」（英: The Amazing Adventures of Spider-Man - The Ride 4K3D）としてリニューアルオープンした。リニューアルに伴い、パークのコラボプロジェクト「UNIVERSAL STUDIOS JAPAN×SMAP: WORLD ENTERTAINMENT PROJECT」の一環として、同年7月5日から9月30日までの期間限定でスパイダーマンの声を当時SMAPの香取慎吾が務めた。ユニバーサル・スタジオのティエリー・クーは香取のアフレコに立ち会い、「慎吾の声は本当に素晴らしい。スパイダーマンのキャラクターが持つ強さと勇気、葛藤、そして哀愁を表現している。彼こそまさにスパイダーマンだ。世界最高のスーパーヒーローだ」と絶賛した。
2016年5月までは野村證券がスポンサーを務めており、同年6月1日から2017年4月20日までは日本航空（JAL）がスポンサーとなり、JALパック商品利用者やJALマイレージバンク上級会員向けに「JALラウンジ」がアトラクション内に設置されていた。2018年1月からは、日本コカ・コーラおよびコカ・コーラボトラーズジャパンがスポンサーを務めている。
2023年5月16日、ユニバーサル・スタジオ・ジャパンは当アトラクションの営業を2024年1月22日で終了することを正式に発表した。
同年7月4日から「スパイダーマン・ザ・ライド」ファイナル・キャンペーンを開催。限定グッズや特別なユニバーサル・エクスプレス・パスの販売、限定ステッカーの配布などが行われた。このキャンペーンは2024年1月22日のアトラクション終了日まで実施された。

## ストーリー

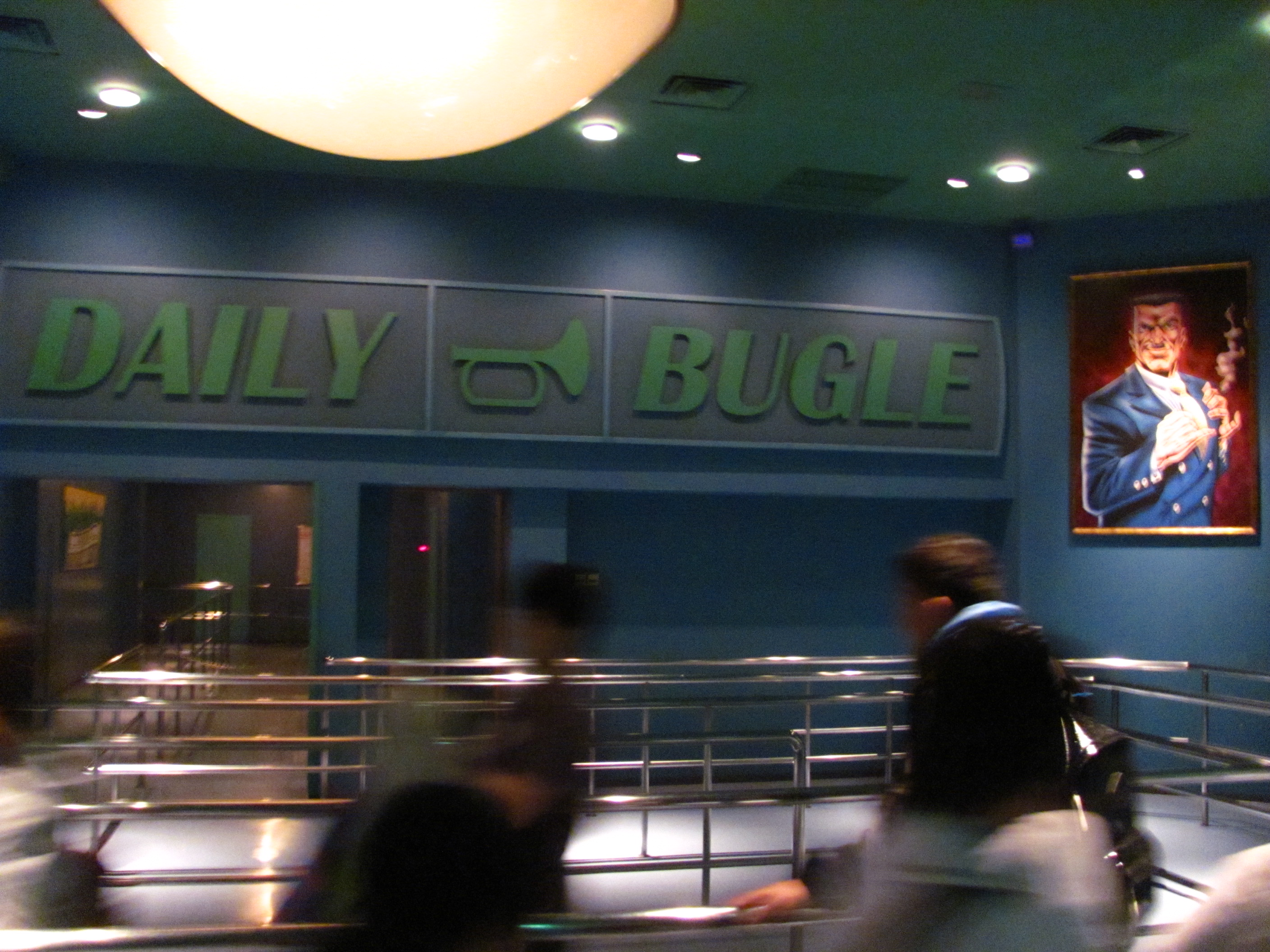
待ち列の様子

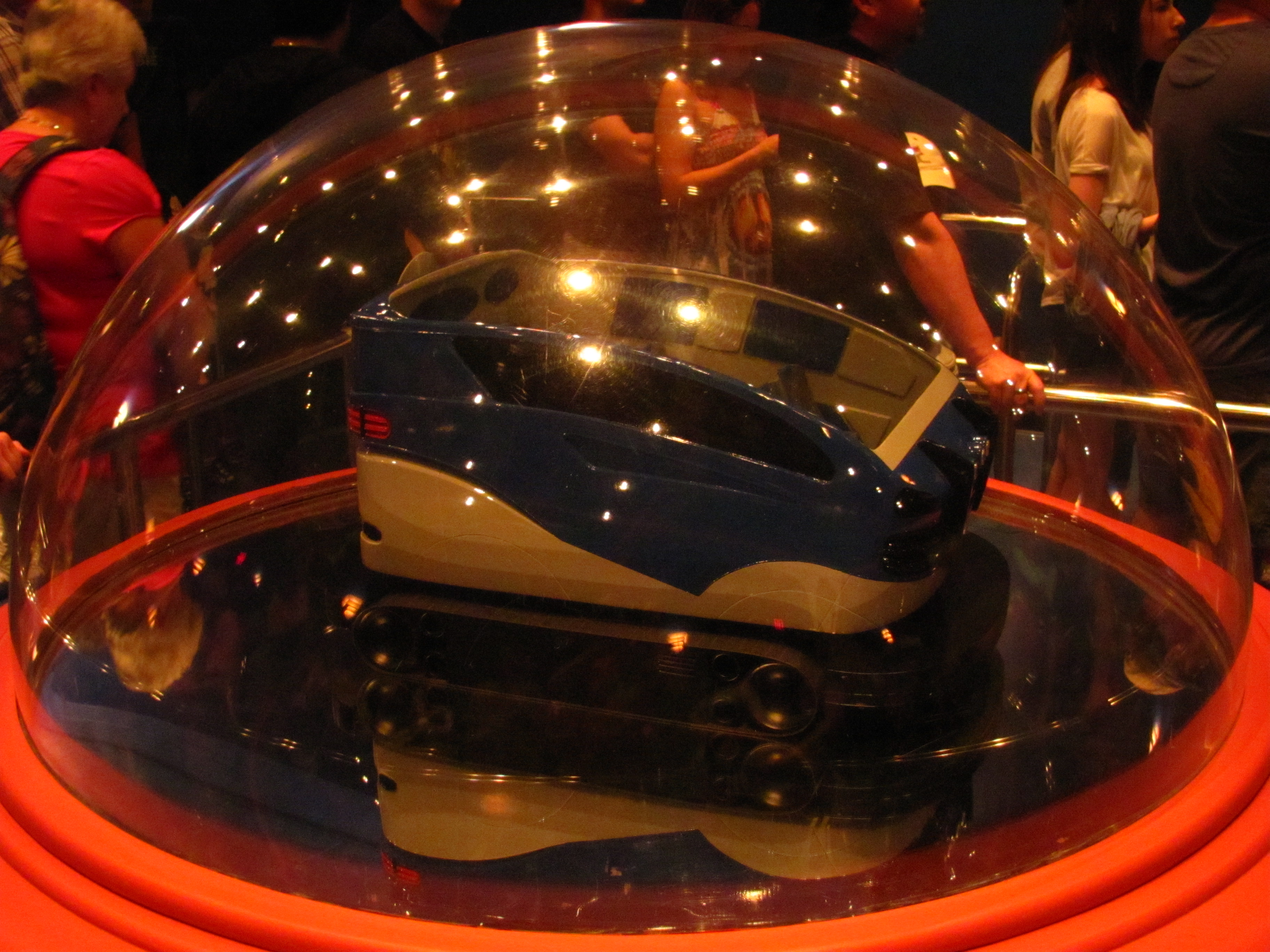
スクープの全体像。

### 待ち列
ゲストは、ニューヨークの新聞会社「デイリー・ビューグル」の見学を行う。待ち列の各所では、同社の評判が宣伝され、最新の取材用車両「スクープ」を紹介するビデオが上映されている。
無人のオフィスではニュース番組の中継が放送されており、ドクター・オクトパス率いるシニスター・シンジケートが登場。ドクター・オクトパスが発明した、どんな物体でも浮かせられる奇妙な緑色の光線を放つ反重力砲によって、マンハッタンとニューヨーク全体が包囲されている様子が描かれる。さらに、彼らは自由の女神を盗み、降伏しない場合は破壊すると脅迫している。
ゲストが社内を進むと、編集長のJ・ジョナ・ジェイムソンを除く記者全員が逃げ出していることが明らかになる。編集長は「選択の余地がない」として、ゲストを「スクープ」に乗せ、現場へ向かわせる決断を下す。

### アトラクション
ゲストは「スクープ」に乗車し、マンハッタンの裏路地へ向かう。そこでスパイダーマンと遭遇し、彼からドクター・オクトパス率いるシニスター・シンジケートの悪事について警告を受ける。しかし、「スクープ」はそのままシニスター・シンジケートの隠れ家である倉庫へと進んでしまう。
倉庫で「スクープ」を発見したエレクトロがスパークワイヤーで攻撃を仕掛け、ドクター・オクトパスとスクリームも襲い掛かってくる。ゲストはスパイダーマンが待つ下水道へ逃げるが、そこではハイドロマンがパイプを破壊して襲い掛かり、ドクター・オクトパスが金属アームから火を吹いて攻撃してくる。
続いてブルックリン橋では、ホブゴブリンがジャックランタンを模したカボチャ型の手榴弾「パンプキン・ボム」で攻撃を仕掛ける。「スクープ」はその後ニューヨーク市内の通りへ向かうが、そこでドクター・オクトパスが反重力砲を使用し、「スクープ」を120メートル（400フィート）の高さまで持ち上げてしまう。
スパイダーマンが「スクープ」を地上に戻そうと助けに来るが、シニスター・シンジケートに襲われる。ドクター・オクトパスが反重力砲を解除し、「スクープ」が墜落しそうになるが、スパイダーマンが間一髪のところで救出に成功する。その後、シニスター・シンジケートを捕らえ、盗まれた自由の女神像もリバティ島へ戻された。

## キャラクター
スパイダーマン（Spider-Man）
 声 - クリス・エジェリー（英）、猪野学（日）
ミッドタウンに住む青年。本名はピーター・ベンジャミン・パーカー（Peter Benjamin Parker）。高校時代、放射能を浴びたクモに刺されたことで、壁に張り付くなどのクモ由来の超能力を得る。クモ糸を発射する「ウェブ・シューター」と赤と青のコスチュームを作り、スーパーヒーローとして活動している。デイリー・ビューグルではカメラマンとして働いている。
ドクター・オクトパス（Doctor Octopus）
 声 - ロジャー・バンパス（英）、池田勝（日）
物理学の天才。本名はオットー・ギュンター・オクタヴィアス（Otto Gunther Octavius）。危険物を扱う実験の際に事故を起こし、4本のアダマンチウム合金製の触手型金属アームが取り付けられたコルセットを外せなくなった。これにより金属アームを自在に操作できるようになるが、自身の異形の姿を悲観し、犯罪者へと転落する。
ホブゴブリン（Hobgoblin）
 声 - パット・フラリー（英）、チョー（日）
奇怪なマスクを着け、グライダーで空を飛ぶ犯罪者。本名はネッド・リーズ（Ned Leeds）。ジャック・オー・ランタン型のカボチャ爆弾「パンプキン・ボム」や、武装した蝙蝠型の飛行メカを使用する。薬品により肉体も強化されている。
エレクトロ（Electro）
 声 - ジム・ワイズ（英）、中尾隆聖（日）
落雷事故により、自身の身体が強力な電気を帯びて操作できる能力を得た犯罪者。本名はマックスウェル・ディロン（Maxwell "Max" Dillon）。星型のマスクと派手なコスチュームを着用し、金品を盗むため悪事を働いている。
ハイドロマン（Hydro-Man）
声 - ビル・ファッガーバッケ（英）、島香裕（日）
元貨物船の乗組員。本名はモリー・ベンチ / モリス・ベンチ（Morris "Morrie" Bench）。スパイダーマンとの戦闘中に海中火山の放射線を浴びた結果、身体が水のように変身する能力を得た。スパイダーマンへの復讐心から犯罪に手を染める。
スクリーム（Scream）
声 - キャンディ・ミロ（英・日）
ヴェノムの細胞からライフ財団が生み出した5体のシンビオートの1体。本名はドナ・ディエゴ（Donna Diego）。
J・ジョナ・ジェイムソン（J. Jonah Jameson）
 声 - クリス・エジャリー（英）、立川三貴（日）
ニューヨークの新聞社デイリー・ビューグルの編集長。スパイダーマンに対して否定的な考えを持ちつつも、シニスター・シンジケートの脅威を前に記者たちが逃げ出したため、ゲストを取材用車両「スクープ」に乗せ、現場へ送り出す。

## キャスト
| キャラクター                                      | 声優                   | 声優             |
| キャラクター                                      | 原語版                 | 日本語吹替版     |
| ------------------------------------------------- | ---------------------- | ---------------- |
| スパイダーマン / ピーター・ベンジャミン・パーカー | クリス・エジャリー     | 猪野学           |
| J・ジョナ・ジェイムソン                           | クリス・エジャリー     | 立川三貴         |
| ドクター・オクトパス                              | ロジャー・バンパス     | 池田勝           |
| ホブゴブリン                                      | パット・フラリー       | チョー           |
| エレクトロ                                        | ジム・ワイズ           | 中尾隆聖         |
| ハイドロマン                                      | ビル・ファッガーバッケ | 島香裕           |
| スクリーム                                        | キャンディ・ミロ       | キャンディ・ミロ |

このイベントの日本語版制作は、グロービジョンが担当した。

## 製作

### 第2のパーク構想
1980年代後半、ウォルト・ディズニー・カンパニーとユニバーサル・スタジオの間で競争が本格化した。ユニバーサル・スタジオ・フロリダは1990年にフロリダで新パークを開業予定だったが、ウォルト・ディズニー・カンパニーのCEOであるマイケル・アイズナーは対抗策として、1989年にディズニー・MGM・スタジオ（現：ディズニー・ハリウッド・スタジオ）をオープン。これによりウォルト・ディズニー・ワールド・リゾートは、家族連れが複数日滞在して楽しめる大規模な観光地としてさらに成長した。一方のユニバーサル・スタジオはフロリダに1つのパークしかなく、1日で回りきれる規模だった上、子供向けのコンテンツが少なく課題を抱えていた。
しかし、ユニバーサルには「プロジェクトX」と呼ばれる第2のパーク構想があった。1990年代初頭、このプロジェクトは複数日滞在可能なパークのコンセプトとして具体化し始めた。ユニバーサルはエンターテインメント業界で高い評価を得ていたゲイリー・ゴダードに注目。ゴダードは「キングコング・エンカウンター」の開発や「ジュラシック・パーク・ザ・ライド」の指揮を執っていたランドマーク・エンターテインメント・グループの責任者で、彼のチームはディズニーに匹敵するファミリー向けコンテンツを開発するよう任されていた。
当時、ディズニーがディズニー・MGM・スタジオでユニバーサル・スタジオ・ハリウッドの「スタジオ・ツアー」に類似したアトラクションを導入したことを受け、ユニバーサルはディズニーの得意分野であるカートゥーンに対抗することを決定。「カートゥーン・ワールド」という新テーマランド構想を進め、DCコミックスを中心に『ドクター・スース』、『ポパイ』、『騎馬警官ダドリー・ドゥーライト』、『ルーニー・テューンズ』などを取り入れる計画が立てられた。特にDCコミックスを基盤とした「DCスーパーヒーロー・ランド」の設計に力を注ぎ、メトロポリス（スーパーマンの都市）とゴッサム・シティ（バットマンの都市）を構築するアイデアが進められた。
「DCスーパーヒーロー・ランド」では、バットマンとペンギンが対決するレース型コースターや、スーパーマンをテーマにした「スター・ツアーズ」形式のアトラクションが計画されていた。しかし、タイム・ワーナー（現：ワーナー・ブラザース・ディスカバリー）とのロイヤリティ交渉で問題が発生。タイム・ワーナーはキャラクター使用料として売上の10％を要求したが、ユニバーサル側は6％以上を拒否。最終的にタイム・ワーナーは8％を提案するも交渉は決裂し、「カートゥーン・ワールド」の中心を担うDCコミックスと『ルーニー・テューンズ』の権利が取得できなかった。
この結果、タイム・ワーナーとのパートナーシップが失われ、ユニバーサル・スタジオは第2のパーク構想を大幅に再設計することを余儀なくされた。

### マーベルの誘致
ユニバーサル・スタジオは、まず自社のライブラリーからインスピレーションを得ようと試みた。当時、ゴダードグループはスティーヴン・スピルバーグ監督の映画『ジュラシック・パーク』をテーマにしたアトラクション「ジュラシック・パーク・ザ・ライド」の仕上げ作業をユニバーサル・スタジオ・ハリウッドで進めていた。この映画とアトラクションへの期待が高いことを背景に、『ジュラシック・パーク』をフロリダの第2のパークに導入することで、ウォルト・ディズニー・カンパニーを凌駕するテーマパークを実現できると考えた。しかし、それだけではコンテンツが不十分だと判断し、再び他社からコンテンツを誘致することを検討した。
新たなパートナー候補として選ばれたのが、DCコミックスに代わる存在としてのマーベル・コミックだった。1990年代当時、マーベル・コミックは経営が困難な状況にあり、自社キャラクターの権利を映画会社に売却していた。同時期にマーベル・コミックは、ユニバーサル・スタジオと契約を結び、マーベルの世界を基にしたテーマパークアトラクションを永続的に構築する独占的権利を提供した。この契約により、ユニバーサルは『アベンジャーズ』、『X-MEN』、『スパイダーマン』、『ファンタスティック・フォー』をテーマにしたエリアを独占的に開発する権利を得た。ただし、ユニバーサル・スタジオ・ジャパンでは『スパイダーマン』のみが採用された。
さらに、この契約にはいくつかの制約が含まれていた。ウォルト・ディズニー・カンパニーやタイム・ワーナー、シックス・フラッグス、レゴランド、ソニー、パラマウント・ピクチャーズ・コーポレーション、シーワールドなど他のテーマパーク運営者が、マーベルをテーマにしたエリアを開発することを禁じる規定が設けられていた。また、既存のユニバーサル・スタジオのマーベルテーマパークから半径97km以内にマーベルをテーマにしたエリアを新設することも禁止された。
タイム・ワーナーからマーベル・コミックへのパートナーシップの移行後、ゴダードとユニバーサルは、マーベルの代表的キャラクターであるスパイダーマンをテーマにしたアトラクションを第2のパークに開発する計画を進めることとなった。

### ウォルト・ディズニー・カンパニーとの関係
2009年にウォルト・ディズニー・カンパニーがマーベル・コミック（現在のマーベル・エンターテインメント）を買収した際、ユニバーサル・スタジオは個別契約を結び、スパイダーマンを含む一部のキャラクター使用料をディズニーに支払うことで、従来通りキャラクターを使い続ける権利を得た。 
契約内容によると、ミシシッピ川以東ではユニバーサル・スタジオが『アベンジャーズ』、『X-MEN』、『スパイダーマン』、『ファンタスティック・フォー』（日本ではスパイダーマンのみ）の使用権を保持している。このため、東京ディズニーリゾートやウォルト・ディズニー・ワールド・リゾートでは契約上「マーベル」という名称やスパイダーマンをテーマにしたアトラクションの設置が制限されている。ただし、ユニバーサル・スタジオ・ジャパンでは逆にスパイダーマン以外のマーベルキャラクターをアトラクションに使うことができない。
また、この契約では新たなユニバーサルのパーク以外でマーベルをテーマにしたエリアを展開しないこと、またユニバーサルのマーベルアトラクションが存在するテーマパークから半径97km以内に同様のエリアを設置しないことが定められている。そのため、ディズニーはウォルト・ディズニー・ワールドのエプコットで「ガーディアンズ・オブ・ギャラクシー:コスミック・リワインド」や「ウェブスリンガーズ:スパイダーマン・アドベンチャー」などを展開している。一方、東京ディズニーリゾートでは2020年に「ベイマックスのハッピーライド」がオープンするまでマーベル関連施設が存在しなかったが、現在はスパイダーマンを除くマーベルキャラクターの仮装イベントやマーベルをテーマにした宿泊プランが実施されている。
この契約はテーマパーク内に限定されており、ディズニーストアやパーク外での展開には影響しない。そのため、ディズニーストアではスパイダーマンを含むマーベルグッズが普通に販売されている。ただし、ディズニーの方針によってはユニバーサルが保持しているマーベル展開権が無効になる可能性も残されている。
ユニバーサル・スタジオ・ジャパンではスパイダーマンに関する契約が2024年1月22日までとなっており、この日をもってスパイダーマンのアトラクションが終了し、その権利は東京ディズニーリゾートを運営するオリエンタルランドに移管される。

### 新たなライドシステム

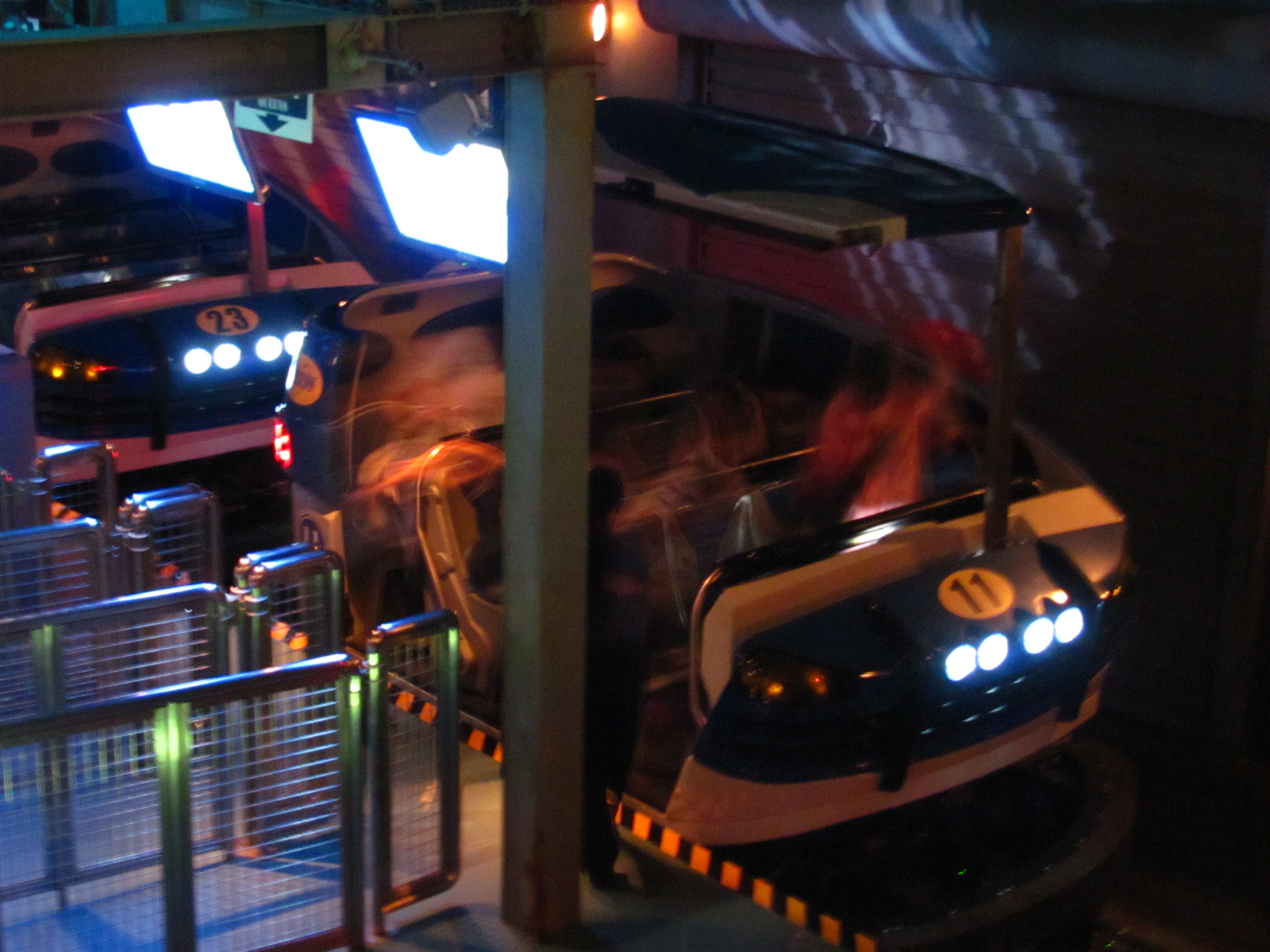
アトラクション乗車時の様子

1996年、スパイダーマンをテーマにしたアトラクションの開発が始まった。スコット・トローブリッジがプロデューサー、ティエリー・クープが監督兼制作デザイナーを担当し、ディズニーのオムニムーバーシステムをベースに再利用できないか検討が進められた。このシステムは一定速度で大量のゲストを案内できる効率性と、特定のスポットにゲストの注意を向けやすいという利点があった。

しかし、開発チームはさらにダイナミックな体験を目指し、3D映像の導入を決めた。それまでは3D映像を使ったアトラクションは固定シアター形式が主流だったが、彼らは3D映像と移動するライドを組み合わせるという新しい体験を提案した。さらにディズニーランドの「インディ・ジョーンズ・アドベンチャー」の影響を受け、ダイナミックに動く「エンハンス・モーション・ビークル」に似たシステムを採用することにした。

アトラクションのコースレイアウト

こうして開発されたのが「スクープ」というライドシステムだ。このシステムは3D映像と実物のセットを融合させ、リアルな空間を演出している。3D映像の制作では、ゲストの移動に合わせて映像を調整する技術が用いられ、この方法にはユニバーサルが特許を取得している。
このライドシステムはその後、『トランスフォーマー』をテーマにした「トランスフォーマー・ザ・ライド3D」などでも使用され、ユニバーサル・スタジオの他のパークにも展開された。

## 評価
「アメイジング・アドベンチャー・オブ・スパイダーマン」は、世界で最も優れたアミューズメント・ライドの1つとして高く評価されている。『フィラデルフィア・インクワイアラー』のハワード・シャピロは、このアトラクションについて「どこでもテーマパークのオールタイム・アトラクションの1つになるに違いない」と述べ、クライマックスの演出を「最も驚くべき効果」と評している。『The Ledger』のビル・ディーンは「アイランズ・オブ・アドベンチャー内で最も印象的なアトラクション」として言及している。
About.comのアーサー・レバインもこのアトラクションを「信じられないほど洗練されたアトラクション」として5つ星評価を与え、リニューアル後について「さらに没入感があり、畏敬の念を抱かせる」と称賛した。
テーマパーク業界における数々の賞も受賞している。1999年から2010年までの12年間、「アミューズメント・トゥデイ」のゴールデン・チケット・アワードでベスト・ダーク・ライドに選ばれた。その後、2011年には同じアイランズ・オブ・アドベンチャー内のアトラクション「ハリー・ポッター・アンド・ザ・フォービドゥン・ジャーニー」が第1位を獲得したため、この年は第2位となった。
さらに、2000年には、卓越したテーマとデザインに対してテーマエンターテイメント協会（TEA）からティア・アワードを受賞している。そのほか、一般投票によるテーマパーク・インサイダー賞やスクリームスケープ・アルティメット賞も多数受賞している。
| 受賞年 | 賞                             | カテゴリー                                                     | 順位  | 脚注   |
| ------ | ------------------------------ | -------------------------------------------------------------- | ----- | ------ |
| 1999年 | ゴールデン・チケット・アワード | ベスト・インドア・アトラクション（ノンコースター）             | 第1位 | [ 36 ] |
| 1999年 | ゴールデン・チケット・アワード | ベスト・ノンコースター・ライド                                 | 第3位 | [ 36 ] |
| 1999年 | エディー・アワード             | エンターテインメントデザインと技術の優秀性                     | 第1位 | [ 37 ] |
| 1999年 | アルティメット・アワード       | プロトタイプ・ライド                                           | 第1位 | [ 34 ] |
| 1999年 | アルティメット・アワード       | スリル・ライド                                                 | 第1位 | [ 34 ] |
| 1999年 | アルティメット・アワード       | 3D、アニマトロニクス、スペシャル・エフェクト・アトラクション   | 第1位 | [ 34 ] |
| 1999年 | アルティメット・アワード       | フェイバリット・オーバーオール・ノンコースター・スリル・ライド | 第1位 | [ 34 ] |
| 1999年 | アルティメット・アワード       | フェイバリット・オーバーオール・ダーク・ライド                 | 第1位 | [ 34 ] |
| 1999年 | アルティメット・アワード       | クールテーマ                                                   | 第3位 | [ 34 ] |
| 2000年 | ティア・アワード               | アトラクション                                                 | 第1位 | [ 38 ] |
| 2000年 | ゴールデン・チケット・アワード | ベスト・インドア・アトラクション（ノンコースター）             | 第1位 | [ 39 ] |
| 2000年 | ゴールデン・チケット・アワード | ベスト・ノンコースター・ライド                                 | 第1位 | [ 39 ] |
| 2000年 | アルティメット・アワード       | フェイバリット・オーバーオール・ノンコースター・スリル・ライド | 第1位 | [ 40 ] |
| 2000年 | アルティメット・アワード       | フェイバリット・オーバーオール・ダーク・ライド                 | 第1位 | [ 40 ] |
| 2001年 | ゴールデン・チケット・アワード | ベスト・ダーク・ライド                                         | 第1位 | [ 41 ] |
| 2001年 | アルティメット・アワード       | フェイバリット・オーバーオール・ノンコースター・スリル・ライド | 第1位 | [ 42 ] |
| 2001年 | アルティメット・アワード       | フェイバリット・オーバーオール・ダーク・ライド                 | 第1位 | [ 42 ] |
| 2002年 | ゴールデン・チケット・アワード | ベスト・ダーク・ライド                                         | 第1位 | [ 43 ] |
| 2002年 | アルティメット・アワード       | フェイバリット・オーバーオール・ノンコースター・スリル・ライド | 第1位 | [ 44 ] |
| 2002年 | アルティメット・アワード       | フェイバリット・オーバーオール・ダーク・ライド                 | 第1位 | [ 44 ] |
| 2002年 | テーマパーク・インサイダー     | ベスト・アトラクション                                         | 第1位 | [ 35 ] |
| 2003年 | ゴールデン・チケット・アワード | ベスト・ダーク・ライド                                         | 第1位 | [ 45 ] |
| 2003年 | ゴールデン・チケット・アワード | ベスト・ノンコースター・ライド                                 | 第2位 | [ 45 ] |
| 2003年 | アルティメット・アワード       | フェイバリット・オーバーオール・ノンコースター・スリル・ライド | 第1位 | [ 46 ] |
| 2003年 | アルティメット・アワード       | フェイバリット・オーバーオール・ダーク・ライド                 | 第2位 | [ 46 ] |
| 2003年 | テーマパーク・インサイダー     | ベスト・アトラクション                                         | 第1位 | [ 35 ] |
| 2004年 | ゴールデン・チケット・アワード | ベスト・ダーク・ライド                                         | 第1位 | [ 47 ] |
| 2004年 | テーマパーク・インサイダー     | ベスト・アトラクション                                         | 第1位 | [ 35 ] |
| 2005年 | ゴールデン・チケット・アワード | ベスト・ダーク・ライド                                         | 第1位 | [ 48 ] |
| 2005年 | テーマパーク・インサイダー     | ベスト・アトラクション                                         | 第1位 | [ 35 ] |
| 2006年 | ゴールデン・チケット・アワード | ベスト・ダーク・ライド                                         | 第1位 | [ 49 ] |
| 2007年 | ゴールデン・チケット・アワード | ベスト・ダーク・ライド                                         | 第1位 | [ 50 ] |
| 2008年 | ゴールデン・チケット・アワード | ベスト・ダーク・ライド                                         | 第1位 | [ 51 ] |
| 2009年 | ゴールデン・チケット・アワード | ベスト・ダーク・ライド                                         | 第1位 | [ 52 ] |
| 2010年 | ゴールデン・チケット・アワード | ベスト・ダーク・ライド                                         | 第1位 | [ 53 ] |
| 2011年 | ゴールデン・チケット・アワード | ベスト・ダーク・ライド                                         | 第2位 | [ 32 ] |
| 2012年 | ゴールデン・チケット・アワード | ベスト・ダーク・ライド                                         | 第2位 | [ 54 ] |
| 2013年 | ゴールデン・チケット・アワード | ベスト・ダーク・ライド                                         | 第2位 | [ 55 ] |
| 2014年 | ゴールデン・チケット・アワード | ベスト・ダーク・ライド                                         | 第3位 | [ 55 ] |